# Glückauf

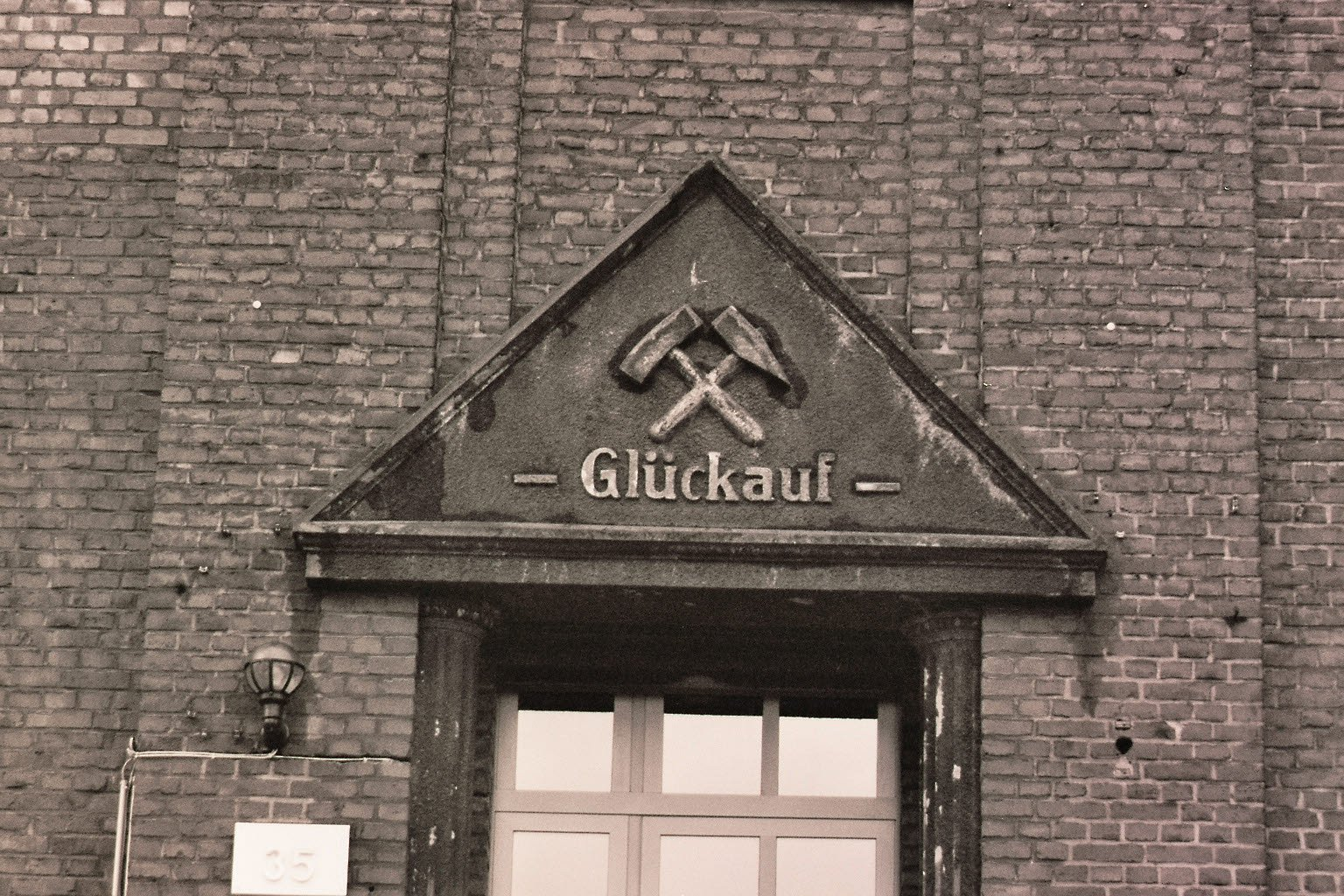
Hornický pozdrav Glückauf s mlátkem a želízkem nad vchodem do bývalého dolu v jižním Porúří

„Glück Auf“: motto ve znaku hornického města Tsumeb v Namibii

Glückauf (alternativně Glück Auf; jako zvolání „Glück auf!“) je německý hornický pozdrav. Vyjadřuje naději horníků, že „se snad otevřou rudné žíly“ (zkrácenina z delšího pozdravu „Přeji vám štěstí, otevřete novou žílu“), protože bez těžebního průzkumu bylo těžké předvídat, zda práce horníků vůbec povede k výdělku. Kromě toho je tento pozdrav spojen s přáním zdravého vyfárání (výjezdu) z dolu po směně.

## Původ
Pozdrav vznikl v saském Krušnohoří na konci 16. století, kdy horníci ještě lezli do dolu a vystupovali z něj pouze pěšky po žebřících nebo pomocí stoupacího stroje. To znamenalo, že po desetihodinové směně měl horník před sebou často namáhavé a nebezpečné dvouhodinové stoupání, k jehož bezpečnému zvládnutí bylo podle jejich mínění zapotřebí jisté míry štěstí. Pokud uklouzl (fahrtlos), spadl do šachty. V té době (16. až 18. století) navíc docházelo k velmi častým smrtelným úrazům, a to nejen při vstupu do dolu a výstupu z něj. Často se stávalo, že v dole zůstali horníci z vedlejší směny, které při odchodu pozdravili.

## Historické použití
Hornický pozdrav byl již v roce 1700 umělecky převeden do staré hornické písně Glück Auf, der Steiger kommt (Všechno nejlepší, horník přichází) a stal se tak součástí lidové písňové tradice.
Podle pozdravu byly pojmenovány například doly Glückauf-Tiefbau, Glückauf Barmen a Glückaufsegen.
Přinejmenším od roku 1890 je tento pozdrav hojně používán speleology (průzkumníky jeskyní) a dodnes je nejběžnější formou pozdravu. Obzvláště častý je při vstupu do dolu.

## Dnešní použití

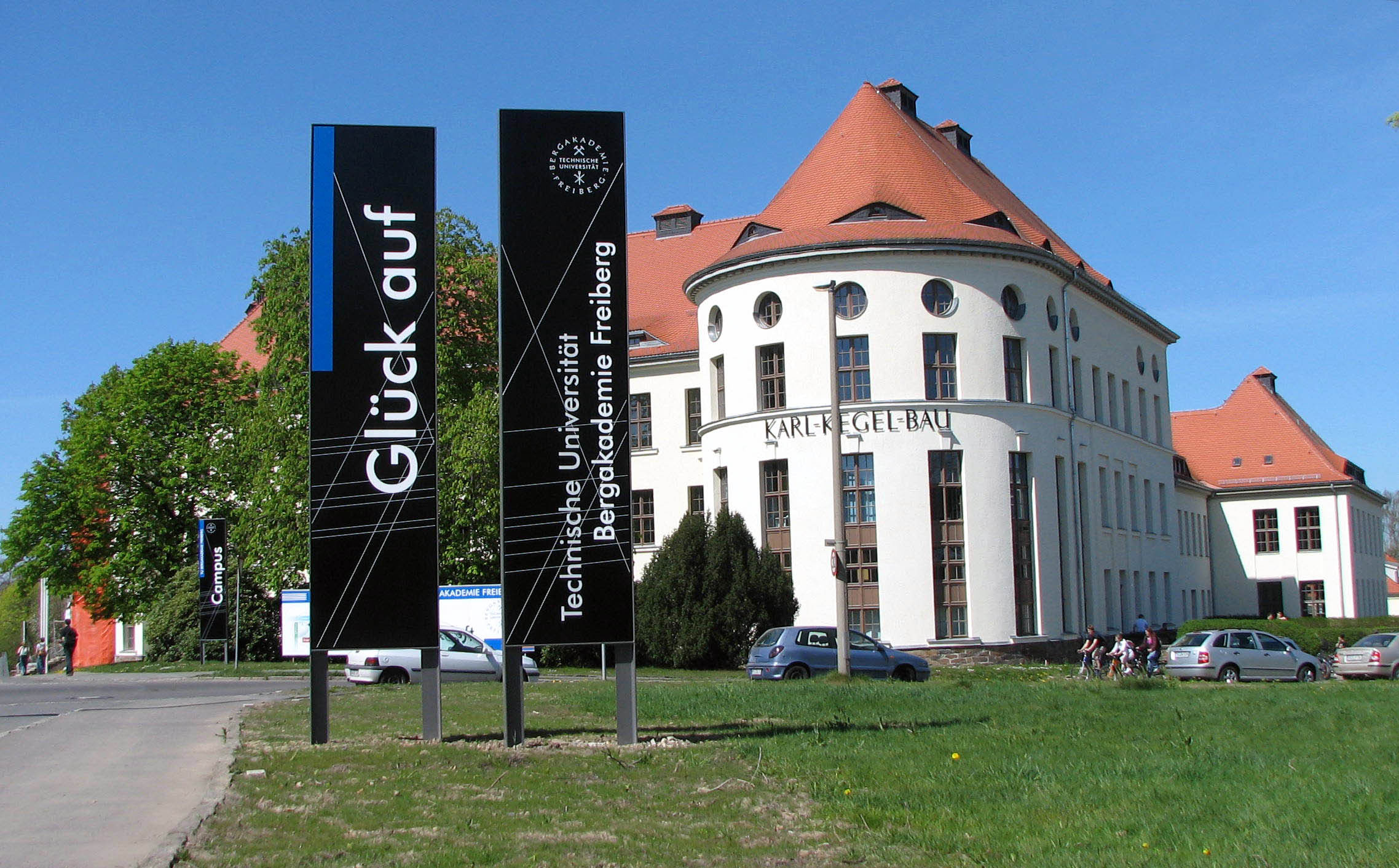
Uvítací deska Technické univerzity ve Freibergu

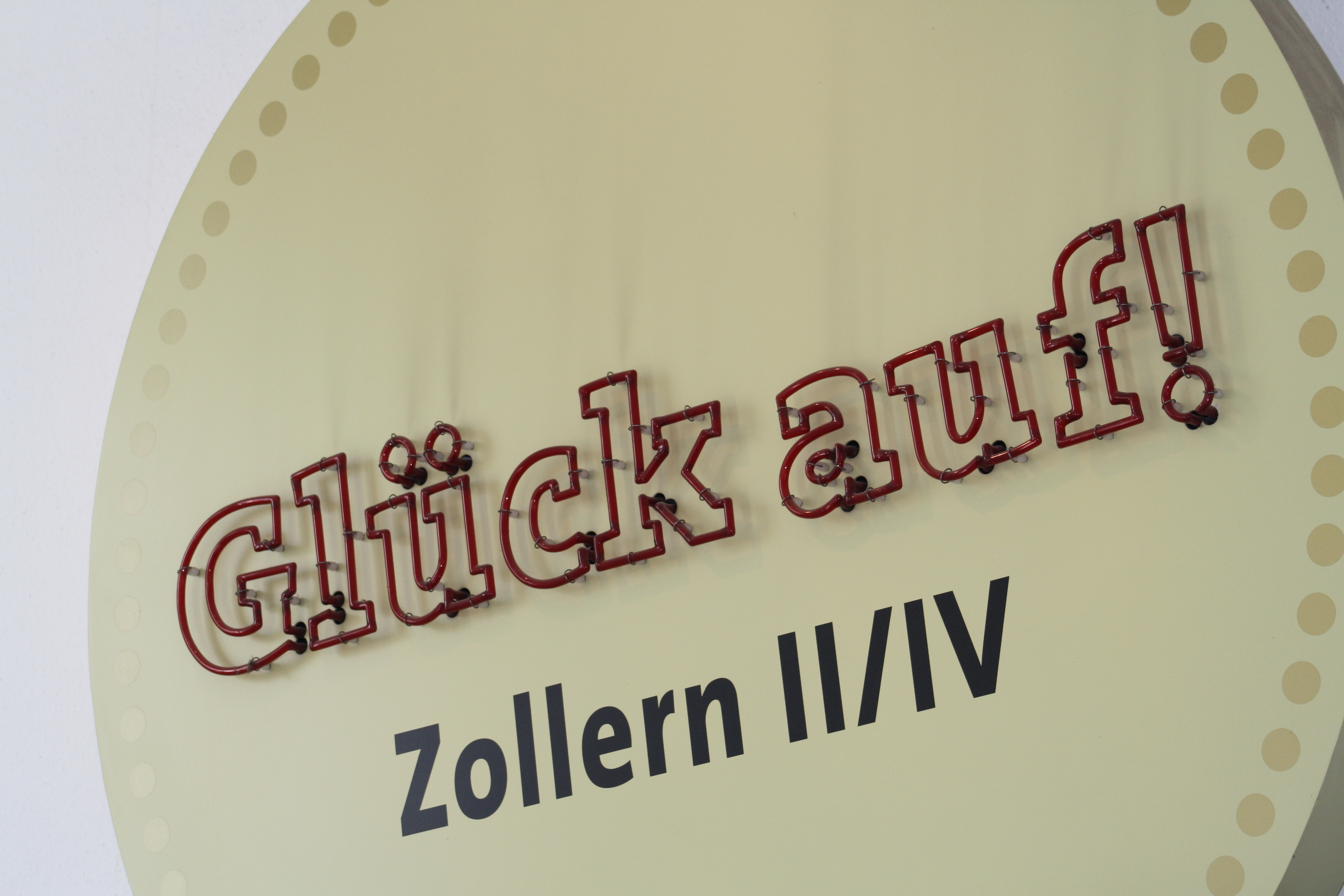
Světelné tubusové písmo ve mzdové hale dolu Zollern, Dortmund

S hornickým pozdravem se v hornictví setkáváme i dnes. Používá se například při slavnostních hornických příležitostech a mezi hornickými odbory. "Glückauf" se v hornictví používá jako pozdrav v úřední i soukromé korespondenci (Mit freundlichem Glückauf!).
Vzhledem k tomu, že se ruda tavily v blízkosti dolů, byl tento pozdrav v některých lokalitách (Harz, Freiberg) běžný i mezi hutníky. K tomu přispěla i často zmiňovaná soudržnost hutníků a horníků ("uhlí a ocel"), i když na tuto tradici dnes oceláři stále více zapomínají.
V tradičních hornických oblastech jej používají i nehorníci. V Krušných horách, Horním Harzu a Porúří se tento pozdrav stále používá v každodenním životě (krušnohorsky: "Glick Auf!", "Gliggauf") - nejčastěji mezi muži. Používá se také v obměnách (např. „Gauf!“, „Auupp!“) v regionálním jazyce mládeže. Na univerzitě v Leobenu se pozdrav „Glück Auf!“ používá také při oficiálních příležitostech a na začátku vyučování, ale tento pozdrav má elementární význam i v životě studentských spolků v Leobenu. Ve zbytku Štýrska je tento pozdrav díky historické hornické tradici také rozšířen, ale (ve formě "ein steirisches Glück auf!") má blíže ke svému původnímu významu jako blahopřejná formule.
Při domácích zápasech FC Schalke 04 a FC Erzgebirge Aue se diváci vítají slovy „Glück auf“ a zároveň se hraje píseň Steigerlied. Dřívějším působištěm týmu z Gelsenkirchenu byl stadion Glückauf-Kampfbahn (do roku 1973).
„Glückauf“ je také pozdravem německé Organizace technické pomoci.
V německýcch odborech DGB se „Glückauf“ často používá v projevech nebo proslovech.

## Související pojmy
- „Glück zu!“ je tradiční pozdrav mlynářů.
- „Glück ab!“ je bojový pokřik v ozbrojených silách při seskoku padákem

### Související
- Zdař Bůh